# Teresa Kasprzycka-Guttman

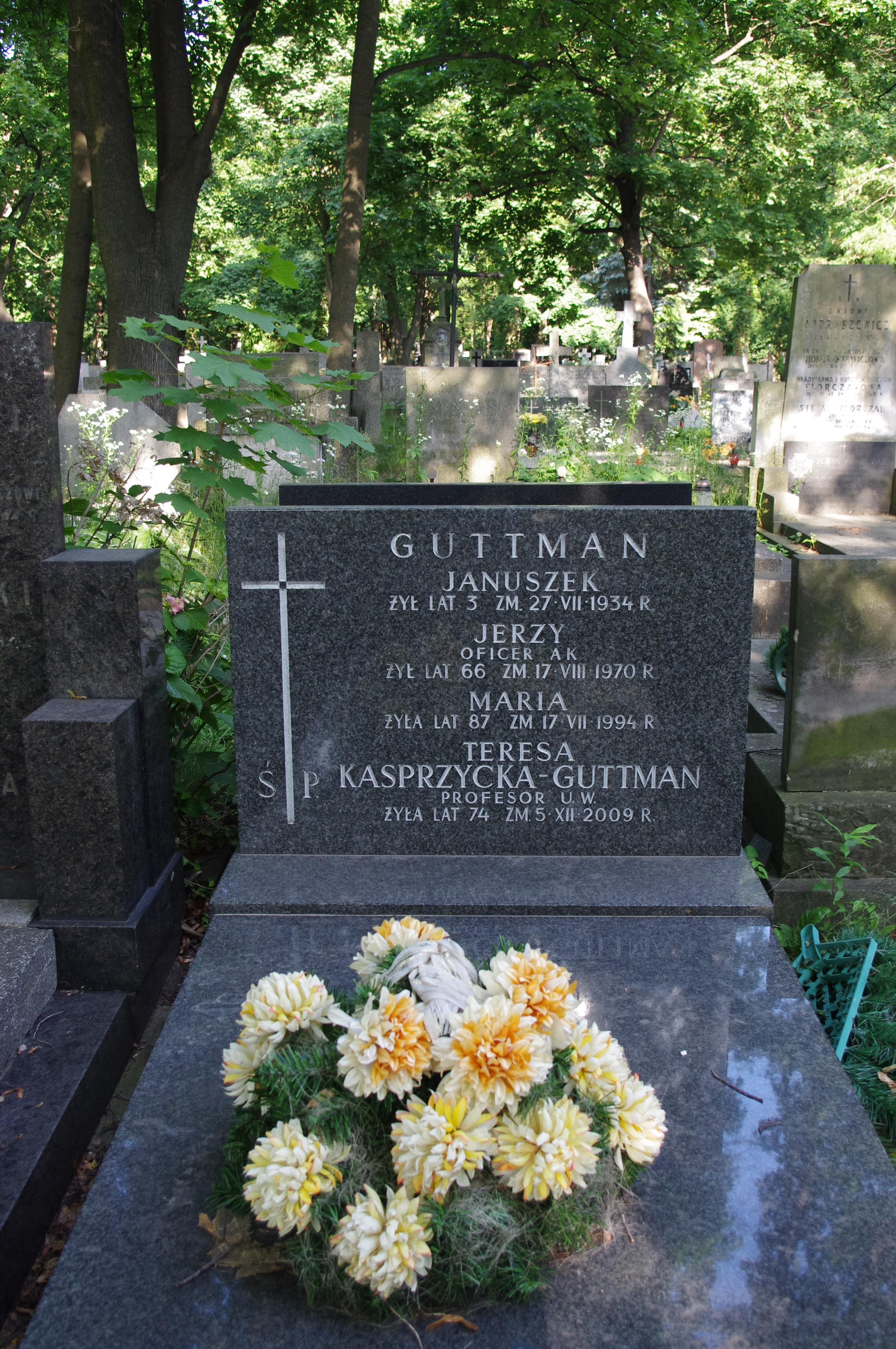
Grób chemiczki Teresy Kasprzyckiej-Guttman na Starych Powązkach w Warszawie

Teresa Helena Kasprzycka-Guttman (ur. 19 grudnia 1935 w Porębie, zm. 5 grudnia 2009 w Warszawie) – polska chemiczka, wykładowczyni Wydziału Chemii Uniwersytetu Warszawskiego, specjalistka w zakresie termodynamiki roztworów.
Córka Jana i Wiktorii. Liceum ogólnokształcące ukończyła w Myślenicach zdając maturę w 1953. W tym samym roku podjęła studia w sekcji chemicznej Wydziału Matematyczno-Przyrodniczego Uniwersytetu Warszawskiego. Pracę magisterską obroniła z wynikiem bardzo dobrym 7 lipca 1958 r. w działającym już od trzech lat Wydziale Chemii Uniwersytetu Warszawskiego. Stopień doktora nauk chemicznych został jej nadany 24 października 1966. Habilitowała się 29 czerwca 1977 na podstawie rozprawy Charakterystyka termodynamiczna układów dwuskładnikowych o składnikach polarnych typu zasada pirydynowa – n-alkohole alifatyczne. W 1995 roku uzyskała tytuł profesora. Oprócz pracy na uniwersytecie Teresa Kasprzycka-Guttman pracowała w Narodowym Instytucie Zdrowia Publicznego oraz w Narodowym Instytucie Leków. Była też odznaczona Złotym Krzyżem Zasługi, Krzyżem Kawalerskim Orderu Odrodzenia Polski i Złotą Odznaką ZNP. Spoczywa na cmentarzu Powązkowskim w Warszawie (kwatera 284a wprost-4-5).
Była promotorką ośmiu prac doktorskich (m.in. Elżbiety Megiel, Grzegorza Litwinienki), kierowniczką dwóch projektów badawczo-naukowych oraz współautorką licznych artykułów naukowych.

## Wybrane publikacje
- Mazur Paweł, Magdziarz Tomasz, Bąk Andrzej, Chilmonczyk Zdzisław, Kasprzycka-Guttman Teresa, Misiewicz-Krzemińska Irena, Skupińska Katarzyna, Polański Jarosław, Does molecular docking reveal alternative chemopreventive mechanism of activation of oxidoreductase by sulforaphane isothiocyanates?, Journal of molecular modeling 2010,16(7):1205–12.
- Suchocki Piotr, Misiewicz-Krzemińska Irena, Skupińska Katarzyna, Niedźwiecka Katarzyna, Lubelska Katarzyna, Fijałek Zbigniew, Kasprzycka-Guttman Teresa, Selenitetriglicerydes affect CYP1A1 and QR activity by involvement of reactive oxygen species and Nrf2 transcription factor, Pharmacological reports : PR 2010,62(2):352–61.
- Skupińska Katarzyna, Misiewicz-Krzemińska Irena, Stypułkowski Rafał, Lubelska Katarzyna, Kasprzycka-Guttman Teresa, Sulforaphane and its analogues inhibit CYP1A1 and CYP1A2 activity induced by benzo[a]pyrene, Journal of biochemical and molecular toxicology 2009,23(1):18–28.
- Gruber Beata M, Anuszewska Elżbieta L, Bubko Irena, Kasprzycka-Guttman Teresa, Misiewicz Irena, Skupińska Katarzyna, Fokt Izabela, Piebe Waldemar, NFkappaB activation and drug sensitivity in human neoplastic cells treated with anthracyclines, Acta poloniae pharmaceutica 2008,65(2):267–71.